# Euphorbia pteroneura
Euphorbia pteroneura es una especie fanerógama perteneciente a la familia de las euforbiáceas. Es endémica de México a Guatemala.

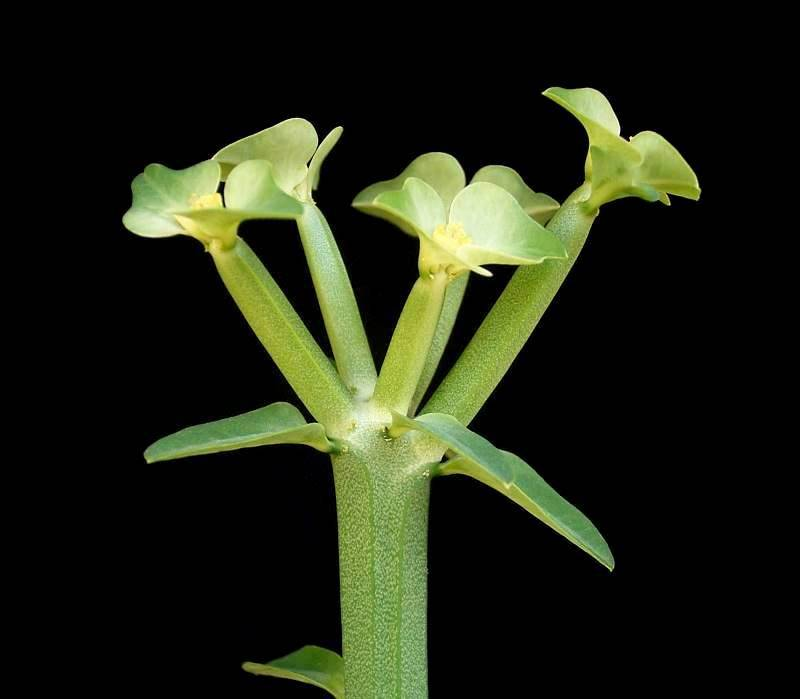
Detalle de la flor

## Descripción
Es una planta suculenta ramificada con las inflorescencias en ciatios.

## Taxonomía
Euphorbia pteroneura fue descrita por A.Berger y publicado en Sukkulente Euphorbien 29. 1907[1906].
Etimología
Euphorbia: nombre genérico que deriva del médico griego del rey Juba II de Mauritania (52 a 50 a. C. - 23), Euphorbus, en su honor – o en alusión a su gran vientre –  ya que usaba médicamente Euphorbia resinifera. En 1753 Carlos Linneo asignó el nombre a todo el género.
pteroneura: epíteto latino
Sinonimia
- Euphorbia floresii Standl. (1935).
- Euphorbia steyermarkii Standl. (1944).[3]